# Giovanni Giorgio III di Sassonia
Giovanni Giorgio III di Sassonia (Dresda, 20 giugno 1647 – Tubinga, 12 settembre 1691) fu un elettore di Sassonia ed un membro della casa di Wettin.

## Biografia
Era il figlio più giovane, unico superstite della prole, di Giovanni Giorgio II e di Maddalena Sibilla di Brandeburgo-Bayreuth.
Giovanni Giorgio succedette al padre come Elettore di Sassonia alla di lui morte, nel 1680; venne, inoltre, nominato Maresciallo del Sacro Romano Impero. Per il suo coraggio e la sua audacia in battaglia venne soprannominato "il Marte sassone".
Sin dalla fanciullezza venne istruito per succedere un giorno al padre come Elettore. Inoltre l'istruzione linguistica, come l'apprendimento dei rudimenti di ingegneria per la costruzione di fortezze, era prescritta dall'educazione luterana.
Caratterialmente seguì le orme del padre, l'Elettore Giovanni Giorgio II. Come lui, infatti, aveva una grande predilezione per la musica ed il teatro italiani. Nel 1685 Giovanni Giorgio incontrò la cantante d'opera veneziana Margherita Salicola, di cui divenne l'amante, non solo clandestinamente, ma anche nella vita pubblica. Questo fatto determinò una nuova era del teatro sassone, che archiviò la vecchia tradizione dei castrati e propose le prime donne sul palcoscenico. Accolse l'ordine dei pietisti di Philipp Jakob Spener, che divenne Gran Maestro Predicatore nel 1686.
Nel frattempo, il ducato risentiva ancora della Guerra dei Trent'anni. Nel 1689 la città di Dresda contava 21.300 abitanti e la sua provincia incominciava a decadere. Quattro anni prima, nel 1685, la vecchia città era stata completamente distrutta da un incendio; successivamente, Wolf Caspar von Klengel e Balthasar Permoser vennero incaricati dal Duca della ricostruzione della città, prediligendo lo sviluppo del barocco secondo la moda del tempo.
Giovanni Giorgio mostrò un fervido interesse per le faccende militari e, come Elettore, inviò le armate sassoni nella Campagna del Reno.
Quando salì al trono come Elettore eliminò la Guardia Reale e formò un nuovo esercito di 12.000 uomini, sul modello del Margraviato di Brandeburgo. La Cancelleria di Guerra (Kriegskanzlei) venne utilizzata come servizio di spionaggio. Furono intrapresi metodi molto repressivi per costringere nuove reclute a entrare nell'esercito.
Nella politica estera fu meno efficace di suo padre. Le relazioni con la corona francese si incrinarono, a tal punto che egli si coalizzò con il Brandeburgo e con altri principi tedeschi per osteggiarla.
Giovanni Giorgio, come alleato degli Asburgo, contribuì alla difesa di Vienna, assediata dai turchi, ma inviò un esercito di 10.400 uomini solo dopo il pagamento della considerevole somma di 300.000 talleri da parte dell'Imperatore. In patria ricevette però molte critiche, in quanto le già precarie casse dello Stato non potevano sopportare la spesa eccessiva che una così grande impresa richiedeva; a ciò si aggiungeva il disprezzo per l'imperatore cattolico, che si era opposto in modo notevole al protestantesimo, anche ideologicamente, nelle proprie terre. Nella battaglia di Vienna (12 settembre 1683) egli mostrò un coraggio personale notevole. Il grido di battaglia, in precedenza "Maria soccorrici!", venne sostituito da Giovanni Giorgio con "Gesù e Maria soccorreteci!".
Il re polacco Giovanni III Sobieski, che prese parte al conflitto, espresse su Giovanni Giorgio questo commento: "L'Elettore di Sassonia è un uomo d'onore con un gran cuore".
Egli, inoltre, accompagnò l'imperatore nel successivo trionfo che gli venne tributato a Vienna. Il 15 settembre decise però improvvisamente di tornare in Sassonia con le proprie truppe, probabilmente a causa del pessimo trattamento che gli veniva riservato. Questo, secondo le indiscrezioni, era dovuto a un atteggiamento di discriminazione religiosa.
A causa di un nuovo attacco dei turchi, nel 1685 inviò nuovamente, malgrado ciò che era stato e senza richiedere alcun pagamento aggiuntivo, 5.000 uomini come truppe ausiliarie dell'Imperatore. La Repubblica di Venezia utilizzò inoltre 3.000 giovani sassoni nel 1684 nella guerra in Morea nel Peloponneso greco, dietro pagamento di 120.000 talleri.
La Lega di Augusta del 1686 contro la Francia non lo vide partecipe; comunque, egli si recò personalmente nel marzo del 1688 all'Aia, assieme a Guglielmo d'Orange, Giorgio Guglielmo di Brunswick-Lüneburg e Federico Guglielmo di Brandeburgo, per organizzare uno stato maggiore che si opponesse alle mire espansionistiche di Luigi XIV. Giorgio Guglielmo, però, non supportò la salita di Guglielmo d'Orange al trono d'Inghilterra.
Dopo la successiva Guerra della Grande Alleanza (1689), inviò nuovamente le proprie truppe in difesa della regione della Franconia. Successivamente, unitosi alle armate di Carlo V di Lorena, si spostò nell'area di Magonza.
Malgrado le precarie condizioni di salute, nel maggio del 1690 prese comunque, incoraggiato dall'Imperatore, il comando delle armate austriache. Il successo dell'impresa venne però in parte compromesso dai diverbi tra Giovanni Giorgio, il Feldmaresciallo Hans Adam von Schöning ed il capitano in campo Enea di Caprara; solo il passaggio del Reno a Sendhofen ebbe successo.
Giovanni Giorgio morì poco dopo a Tubinga, dove era stato colpito dal colera o dalla peste. Venne sepolto nella cattedrale di Freiberg.

## Matrimonio ed eredi
A Copenaghen, il 9 ottobre 1666, Giovanni Giorgio sposò Anna Sofia di Danimarca, figlia del re Federico III. Dal matrimonio nacquero i seguenti figli che raggiunsero l'età adulta:
- Giovanni Giorgio (1668-1694);
- Augusto (1670-1733), che divenne re di Polonia.

Egli legittimò inoltre un figlio nato dalla relazione con la cantante Margherita Salicola.

## Ascendenza
|                                           |                                 |                                     | Genitori                         |  |  | Nonni |  |  | Bisnonni                |  |  | Trisnonni             |  |
|                                           |                                 |                                     |                                  |  |  |       |  |  | Cristiano I di Sassonia |  |  | Augusto I di Sassonia |  |
|                                           |                                 |                                     |                                  |  |  |       |  |  | Cristiano I di Sassonia |  |  | Augusto I di Sassonia |  |
|                                           |                                 | Anna di Danimarca                   |                                  |  |  |       |  |  | Cristiano I di Sassonia |  |  |                       |  |
| Giovanni Giorgio I di Sassonia            |                                 |                                     |                                  |  |  |       |  |  | Cristiano I di Sassonia |  |  |                       |  |
|                                           |                                 | Sofia di Brandeburgo                | Giovanni Giorgio di Brandeburgo  |  |  |       |  |  |                         |  |  |                       |  |
|                                           |                                 | Sofia di Brandeburgo                | Giovanni Giorgio di Brandeburgo  |  |  |       |  |  |                         |  |  |                       |  |
|                                           |                                 | Sofia di Brandeburgo                | Sabina di Brandeburgo-Ansbach    |  |  |       |  |  |                         |  |  |                       |  |
| Giovanni Giorgio II di Sassonia           |                                 | Sofia di Brandeburgo                |                                  |  |  |       |  |  |                         |  |  |                       |  |
|                                           |                                 | Alberto Federico di Prussia         | Alberto I di Prussia             |  |  |       |  |  |                         |  |  |                       |  |
|                                           |                                 | Alberto Federico di Prussia         | Alberto I di Prussia             |  |  |       |  |  |                         |  |  |                       |  |
|                                           |                                 | Alberto Federico di Prussia         | Anna Maria di Brunswick-Lüneburg |  |  |       |  |  |                         |  |  |                       |  |
| Maddalena Sibilla di Hohenzollern         |                                 | Alberto Federico di Prussia         |                                  |  |  |       |  |  |                         |  |  |                       |  |
|                                           |                                 | Maria Eleonora di Jülich-Kleve-Berg | Guglielmo di Jülich-Kleve-Berg   |  |  |       |  |  |                         |  |  |                       |  |
|                                           |                                 | Maria Eleonora di Jülich-Kleve-Berg | Guglielmo di Jülich-Kleve-Berg   |  |  |       |  |  |                         |  |  |                       |  |
|                                           |                                 | Maria Eleonora di Jülich-Kleve-Berg | Maria d'Austria                  |  |  |       |  |  |                         |  |  |                       |  |
| Giovanni Giorgio III di Sassonia          |                                 | Maria Eleonora di Jülich-Kleve-Berg |                                  |  |  |       |  |  |                         |  |  |                       |  |
|                                           | Giovanni Giorgio di Brandeburgo | Gioacchino II di Brandeburgo        |                                  |  |  |       |  |  |                         |  |  |                       |  |
|                                           | Giovanni Giorgio di Brandeburgo | Gioacchino II di Brandeburgo        |                                  |  |  |       |  |  |                         |  |  |                       |  |
|                                           | Giovanni Giorgio di Brandeburgo | Maddalena di Sassonia               |                                  |  |  |       |  |  |                         |  |  |                       |  |
| Cristiano di Brandeburgo-Bayreuth         | Giovanni Giorgio di Brandeburgo |                                     |                                  |  |  |       |  |  |                         |  |  |                       |  |
|                                           |                                 | Elisabetta di Anhalt-Zerbst         | Gioacchino Ernesto di Anhalt     |  |  |       |  |  |                         |  |  |                       |  |
|                                           |                                 | Elisabetta di Anhalt-Zerbst         | Gioacchino Ernesto di Anhalt     |  |  |       |  |  |                         |  |  |                       |  |
|                                           |                                 | Elisabetta di Anhalt-Zerbst         | Agnese di Barby                  |  |  |       |  |  |                         |  |  |                       |  |
| Maddalena Sibilla di Brandeburgo-Bayreuth |                                 | Elisabetta di Anhalt-Zerbst         |                                  |  |  |       |  |  |                         |  |  |                       |  |
|                                           |                                 | Alberto Federico di Prussia         | Alberto I di Prussia             |  |  |       |  |  |                         |  |  |                       |  |
|                                           |                                 | Alberto Federico di Prussia         | Alberto I di Prussia             |  |  |       |  |  |                         |  |  |                       |  |
|                                           |                                 | Alberto Federico di Prussia         | Anna Maria di Brunswick-Lüneburg |  |  |       |  |  |                         |  |  |                       |  |
| Maria di Hohenzollern                     |                                 | Alberto Federico di Prussia         |                                  |  |  |       |  |  |                         |  |  |                       |  |
|                                           |                                 | Maria Eleonora di Jülich-Kleve-Berg | Guglielmo di Jülich-Kleve-Berg   |  |  |       |  |  |                         |  |  |                       |  |
|                                           |                                 | Maria Eleonora di Jülich-Kleve-Berg | Guglielmo di Jülich-Kleve-Berg   |  |  |       |  |  |                         |  |  |                       |  |
|                                           |                                 | Maria Eleonora di Jülich-Kleve-Berg | Maria d'Austria                  |  |  |       |  |  |                         |  |  |                       |  |
|                                           |                                 | Maria Eleonora di Jülich-Kleve-Berg |                                  |  |  |       |  |  |                         |  |  |                       |  |